# Comhlan
Zespół tańca irlandzkiego i szkockiego Comhlan – jeden z dwóch najstarszych w Polsce zespołów zajmujących się tańcami irlandzkimi i najstarszy prezentujący tańce szkockie. Zespół działa nieprzerwanie od 1993 roku.
Zespół wykonuje tańce irlandzkie (step dances, céili dances) i szkockie (highland dances, country dances, ceilidh dances).
Od czerwca 2001 roku Comhlan jest grupą afiliowaną przy Royal Scottish Country Dance Society (Królewskim Stowarzyszeniu Tańców Szkockich). Jest to największa na świecie organizacja zrzeszająca grupy oraz indywidualnych tancerzy wykonujących szkockie tańce dworskie (country dances).
Zespół Comhlan współpracuje z wieloma zespołami grającymi muzykę irlandzką i szkocką, m.in. Beltaine (tworząc spektakl taneczno-muzyczny Celtic Motion Project), Carrantuohill czy Częstochowa Pipes & Drums. Zespół występował także z muzykami i tancerzami Opery Śląskiej.
Na swoim koncie Comhlan ma kilkaset występów w kraju i zagranicą. Do najważniejszych można zaliczyć: Festyn Archeologiczny w Biskupinie, występ dla irlandzkiego noblisty Seamusa Heaneya, występ dla Ambasadora Irlandii w Polsce Paricka McCabe’a, Przystanek Woodstock w Żarach, Folk Fiesta w Ząbkowicach Śląskich, Międzynarodowy Festiwal Tańców Dworskich „Cracovia Danza”, Festiwal Celtycki w Dowspudzie, Szkockie Gry w Czeskim Sychrowie, Celtic Fire Festival w Kijowie, jak również wielokrotne występy w programach TV.